# New Technology File System
NTFS (New Technology File System) е стандартната файлова система на фамилията операционни системи Windows NT.
NTFS заменя файловата система FAT и става предпочитаната файлова система в операционните системи на Microsoft – Windows. NTFS е значително подобрена спрямо FAT и HPFS (High Performance File System). Подобренията включват поддръжка на метаданни и използване на по-сложни структури от данни за подобрение на производителността, сигурността и управление на мястото на диска. Добавени са допълнения като списъци за контрол на достъпа (Access Control Lists – ACL) и водене на дневник на файловата система.

## История
В средата на 80-те години на 20 в. Microsoft и IBM започват общ проект за създаване на графична операционна система от ново поколение. Резултатът е OS/2, но накрая IBM и Microsoft се разделят поради несъгласие по множество важни въпроси. OS/2 остава като проект на IBM, а в Microsoft започват да работят по Windows NT. Файловата система на OS/2 – HPFS има няколко важни нови характеристики. Microsoft заимства някои от тях при създаването на NTFS. Вероятно заради това HPFS и NTFS споделят един и същ идентификационен код на дяловете на диска (07). Повтарянето на идентификационен код е много необичайно, защото има множество възможни кодове, а всяка по-важна файлова система си има собствен код. FAT има 9 (по един за FAT12, FAT16, FAT32 и т.н.). Заради тази прилика алгоритми, идентифициращи файловата система по дялов тип 07, трябва да правят допълнителни проверки. Известно е още, че NTFS притежава малко от архитектурния дизайн на Files-11, използвана от VMS. Това не е изненадващо, тъй като Дейв Кътлър (софтуерен инженер) е бил главният водач и на двата проекта – VMS и Windows NT.

## Версии
NTFS има 5 излезли версии:
- v1.0 с NT 3.1 – излязла в средата на 1993 г.;
- v1.1 с NT 3.5 – излязла през 1994 г.;
- v1.2 с:
  - NT 3.51 – излязла средата на 1995 г.;
  - NT 4 – излязла средата на 1996 г.; често наричана „NTFS 4.0“, защото версията на операционната система е 4.0.
- v3.0 с Windows 2000 („NTFS 5.0“);
- v3.1 с:
  - Windows XP – излязла есента на 2001 г.;
  - Windows Server 2003 – излязла пролетта на 2003 г.;
  - Windows Vista – излязла средата на 2005 г.;
  - Windows Server 2008;
  - Windows 7.